# Plan de Pierna
Plan de Pierna es una localidad del estado mexicano de Guerrero. Es parte del municipio de Xochistlahuaca.

## Demografía
| Gráfica de evolución demográfica |
|                                  |

| Censo | Población |
| ----- | --------- |
| 1980  | 383       |
| 1990  | 450       |
| 2000  | 684       |
| 2010  | 927       |
| 2020  | 1 014     |